# ميجر هاريس
ميجر هاريس (بالإنجليزية: Major Harris)‏  (و. 1947 – 2012 م) هو مغني، وعازف قيثارة أمريكي، ولد في ريتشموند، توفي في ريتشموند، عن عمر يناهز 65 عاماً.

## روابط خارجية
- ميجر هاريس على موقع IMDb (الإنجليزية)
- ميجر هاريس على موقع ميوزك برينز (الإنجليزية)
- ميجر هاريس على موقع أول ميوزيك (الإنجليزية)
- ميجر هاريس على موقع ديسكوغز (الإنجليزية)